# 박찬우 (1959년)
박찬우(朴贊佑, 1959년 4월 15일 ~ )는 대한민국의 안전행정부 제1차관을 지낸 공무원이자 제20대 국회의원이다. 선거법 위반으로 2018년 2월 13일 의원직을 상실하였다.

## 학력
- 천안남산초등학교(24회)
- 천안중학교(22회)
- 용산고등학교
- 1982년: 성균관대학교 행정학 학사
- 1987년: 서울대학교 행정대학원 석사
- 1990년: 인디애나 대학교 대학원 석사
- 2000년: 성균관대학교 대학원 행정학 박사

## 경력
- 1980년: 제24회 행정고시 합격
- 특허청 사무관
- 총무처 사무관
- 1994년: 총무처 고시훈련국 서기관
- 1995년: 국무총리행정조정실 세계화추진기획단 기획과장
- 1996년: 국무총리비서실 의전담당관
- 1997년: 대통령비서실 행정관
- 2000년: 논산시 시장 권한대행 부시장
- 2000년: 건양대학교 겸임교수
- 2001년: 행정자치부 기획관리실 기획예산담당관
- 2002년: 중앙대학교 겸임교수
- 2003년: 대통령자문 정책기획위원회 사무국장
- 2004년 10월: 행정자치부 국가기록원장
- 2006년 7월: 행정자치부 정책홍보관리본부 윤리복지정책관
- 2007년 10월 ~ 2008년 12월: 대전광역시 행정부시장
- 2009년: 행정안전부 기획조정실 실장
- 2011년 5월 ~ 2013년 3월: 행정안전부 소청심사위원회 위원장
- 2013년 3월 ~ 2014년 2월: 안전행정부 제1차관
- 2015년 7월: 새누리당 충청남도당 천안시갑 당원협의회 운영위원장
- 2016년 5월 30일 ~ 2018년 2월 13일: 제20대 국회의원(충남 천안시 갑)
- 2016년 6월 ~ 2018년 2월: 제20대 국회 전반기 국토교통위원회 위원
- 2016년 7월 ~ 2017년 2월: 새누리당 충남도당 위원장
- 2016년 12월 ~ 2017년 2월: 새누리당 원내부대표
- 2017년 2월: 자유한국당 충남도당 위원장
- 2017년 2월 ~ 2017년 12월: 자유한국당 원내부대표
- 2017년 5월 ~ 2018년 2월: 제20대 국회 전반기 예산결산특별위원회 위원

## 논란
20대 총선과 관련하여 사전선거운동(공직선거법 위반)을 한 혐의로 기소되어 2017년 2월 15일 대전지법 천안지원에서 열린 1심에서 벌금 300만원을 선고받았다. 2017년 9월 18일 대전고법에서 열린 항소심에서도 벌금 300만원을 선고받았다. 이 판결은 2018년 2월 13일 대법원에서 확정되었다.
2017. 7. 18, 박근혜 정부 때 국정농단에 관한 비밀 문건이 무더기로 발견 되었는데 이 기록물을 청와대에서 공개하고 임의로 비전문가들이 발견된 기록에 대해 취급하는 건 굉장히 부적절하다고 YTN과 인터뷰 했다.

## 역대 선거 결과
| 실시년도 | 선거   | 대수 | 직책     | 선거구         | 정당     | 득표수    | 득표율          | 순위 | 당락 | 비고 |
| -------- | ------ | ---- | -------- | -------------- | -------- | --------- | --------------- | ---- | ---- | ---- |
| 2016년   | 총선   | 20대 | 국회의원 | 충남 천안시 갑 | 새누리당 | 36,705 표 | \| \| 45.46% \| | 1위  |      | 초선 |
|          | 45.46% |      |          |                |          |           |                 |      |      |      |